# 12317 Madicampbell
12317 Madicampbell (1992 HH1) là một tiểu hành tinh vành đai chính được phát hiện ngày 24 tháng 4 năm 1992 bởi Spacewatch ở Kitt Peak.